# Popis hrvatskih veleposlanika u Indiji
Republika Hrvatska i Republika Indija održavaju diplomatske odnose od 9. srpnja 1992. Sjedište veleposlanstva je u New Delhiju.

## Veleposlanici
Veleposlanstvo Republike Hrvatske u Republici Indiji osnovano je odlukom predsjednika Republike od 1. kolovoza 1994.
| Veleposlanik   | Postavljenje        | Opoziv             | Sjedište  |
| -------------- | ------------------- | ------------------ | --------- |
| Drago Štambuk  | 15. srpnja 1994.    | 1. kolovoza 1998.  | New Delhi |
| Zoran Andrić   | 15. listopada 1998. | 31. prosinca 2002. | New Delhi |
| Dino Debeljuh  | 10. lipnja 2003.    | 31. ožujka 2008.   | New Delhi |
| Boris Velić    | 1. studenoga 2008.  | 12. prosinca 2012. | New Delhi |
| Amir Muharemi  | 1. rujna 2014.      | 12. srpnja 2017.   | New Delhi |
| Petar Ljubičić | 26. srpnja 2017.    |                    | New Delhi |

## Vanjske poveznice
- Indija na stranici MVEP-a